# 馬氏無鬚鯰
馬氏無鬚鯰，為輻鰭魚綱鯰形目項鰭鯰科的其中一種，為熱帶淡水魚類，分布於南美洲奧里諾科河流域，體長可達18.1公分，棲息在底層水域，生活習性不明。

## 扩展阅读
維基物種上的相關：馬氏無鬚鯰